# Neagu Boerescu
Neagu Boerescu (n. 19 iulie 1889 - d. 30 iunie 1946, București) a fost unul dintre cei mai de seamă organizatori și animatori ai sportului românesc în perioada interbelică. Cunoscut drept primul conducător care a câștigat campionatul în România cu Olympia București.  A participat ca ofițer de rezervă în Primul Război Mondial.

## Viața personală

### Familie
Neagu Boerescu (prenume complet: Neagu-Alexandru-Zaharia) s-a născut la 19 iulie 1889, în București, ca cel de al doilea fiu al căpitanului (ulterior general de divizie) Constantin Z. Boerescu și al Alexandrinei Boerescu, născută Socec (1868-1952).[1] A fost căsătorit cu Blanchette, n. Popescu-Sibiceanu, fără copii. Neagu Boerescu a încetat din viață la 30 iunie 1946, în vârstă de 57 de ani.

### Studii
După ce a urmat clasele Liceului Gh. Lazăr din București, Neagu Boerescu a fost trimis de unchii săi Jean și Emil Socec la studii universitare de comerț în Belgia (Haute Ecole de Commerce din Anvers/Antwerpen) și apoi în Marea Britanie (la Universitatea din Oxford), pentru a prelua mai târziu direcția economică a firmei "Socec & Co". Retragerea din firmă a celor doi frați Socec, în anul 1919, l-a determinat pe Neagu Boerescu să se ocupe, în perioada de după Primul Război Mondial, de marea sa pasiune din tinerețe, sportul, căruia i-a adus o contribuție importantă în special în calitate de manager.

### Activitatea militară
Ofițer de cavalerie, sublocotenent în rezervă, a fost mobilizat în 1916, avansat locotenent în 1917, și demobilizat în 1918, avansat ulterior maior în rezervă. În timpul Campaniei din 1916 a comandat coloana de muniții artilerie de 87 mm a Diviziei 16 (fostă a Brigăzii 45). A fost mutat în luna februarie 1917 la coloana de muniții a Diviziei 4 și apoi, la 12 martie 1917, ca locotenent adjutant la Comandamentul Diviziei a 11-a. Din octombrie 1917, Neagu Boerescu a fost comandantul Divizionului coloane muniții nr. 11[5]. În 12 aprile 1918, Divizionul pe care îl comanda fiind demobilizat, Neagu Boerescu a făcut cererea de a fi și el demobilizat din serviciul activ.

## Activitatea sportivă și organizatorică

### Conducător la Olympia București
Neagu Boerescu a fost un polisportiv, ca mulți dintre colegii lui de generație, excelând mai ales în gimnastică, scrimă, box, tenis și sporturi de iarnă. În paralel, și-a folosit calitățile sale de organizator, atât în mișcarea sportivă de amatori, cât și conducerea unor echipe din sportul profesionist. De exemplu, în anul 1907 devine conducătorul clubului bucureștean de fotbal Olympia FC, la numai trei ani de la începuturile acestuia.

### Președinte de federații
Mai târziu, în 1930, Neagu Boerescu va deveni președintele Federației Române de Box[8]. După înființarea Uniunii Federațiilor Sportive din România, Neagu Boerescu devine succesiv Casier general al UFSR (1934-1935), Secretar general al UFSR (1936-1937) și Director general al UFSR (1939-1940)[9]. Calitățile sale de specialist reies și din faptul că s-a implicat în elaborarea regulamentelor diverselor competiții. De exemplu, în 1922, Neagu Boerescu stabilește codul de punctaj al săriturilor în apă și clasificarea pe categorii a săritorilor. 
Prestigiul său în Federația Sporturilor de Iarnă i-a permis instituirea unei Cupe "Neagu Boerescu", care a fost câștigată de echipa Hockey-Club București, la prima ediție (Brașov, 1927) a Campionatului Național de Hockey pe Gheață. 

### Gazetar
Neagu Boerescu a fost în același timp și un harnic gazetar sportiv, publicând articole de popularizare și de istorie a sporturilor, în special în ziarul "Universul". Poate fi citit online articolul său Foloasele sportului și începuturile lui la noi în țară, din rev. "Cele trei Crișuri", XII, 1931, nr. 7-8, p. 94. Ca urmare a acestei activități jurnalistice, Neagu Boerescu a fost ales vicepreședinte al Asociației presei Sportive în anul 1927.

### Președinte de federații internationale
În deceniul 1930-1940, Neagu Boerescu a devenit președinte al Federației Sporturilor de Iarnă, vicepreședinte al Federației de Turism, Atletism și Scrimă, membru al Uniunii Federațiilor de Sport. A fost președinte al Federației Sportive Balcanice, vicepreședinte al Comitetului Sportiv Interbalcanic.